# Bazik
Bazik je naseljeno mjesto u sastavu općine Domaljevac-Šamac u Federaciji Bosne i Hercegovine u Bosni i Hercegovini.

## Zemljopisni položaj i lokacija
Bazik, selo u sjeveroistočnoj Bosni, u sastavu je općine Domaljevac-Šamac. Prije rata u BiH, koji je trajao od 1992. do 1995., Bazik je bio u sastavu općine Bosanski Šamac. Poslije rata ustrojena je općina Domaljevac-Šamac u čiji je sastav ušlo i naselje Bazik.
Zapadno od naselja Bazik nalazi se selo Grebnice, a istočno naselje Domaljevac. Bazik je smješten na krajnjem sjeveru Bosne i Hercegovine neposredno uz rijeku Savu. Selo se prostire uz prometnicu Orašje – Bosanski Šamac i to 7 km od Bosanskog Šamca i 12 km od Orašja.

## Stanovništvo
| Bazik                |              |               |               |               |
| godina popisa        | 2013.        | 1991.         | 1981.         | 1971.         |
| Hrvati               | 485 (98,4 %) | 526 (97,58 %) | 509 (95,14 %) | 569 (99,64 %) |
| Srbi                 | 4 (0,8 %)    | 6 (1,11 %)    | 7 (1,30 %)    | 0             |
| Muslimani (Bošnjaci) | 2 (0,4 %)    | 0             | 0             | 1 (0,17 %)    |
| Jugoslaveni          | -            | 4 (0,74 %)    | 3 (0,56 %)    | 0             |
| ostali i nepoznato   | 2 (0,4 %)    | 3 (0,55 %)    | 16 (2,99 %)   | 1 (0,17 %)    |
| ukupno               | 493 (100 %)  | 539           | 535           | 571           |

## Gospodarstvo
Tijekom svoje su povijesti mještani Bazika svoje prihode ostvarivali uglavnom poljodjelskom aktivnošću. Pretežito se proizvode žitarice (kukuruz i pšenica), a u manjoj mjeri industrijsko bilje (soja) U uzgoju životinja prevladavaju svinjogojstvo i peradarstvo. Nekoć su govedarstvo i proizvodnja mlijeka imali značajan udio u ukupnoj poljoprivrednoj proizvodnji, ali danas tih djelatnosti gotova pa i nema. Općom industrijalizacijom i deagrarizacijskim procesima koji su se zbivali sredinom 70-ih godina 20. stoljeća dio stanovništva napustio je poljoprivrednu proizvodnju i zaposlio se u obližnjim gradovima. Taj se trend nastavio sve do konca 20. stoljeća kada su deagrarzacijski procesi bili još očitiji. Danas se poljoprivrednom proizvodnjom bavi malen postotak mještana i to uglavnom s diversificiranim usmjerenjem u proizvodnji. Ostali, veći, dio stanovništva zaposlen je u tzv. državnim poslovima (općina, županija, carina, policija, vojska i sl.) čime osiguravaju materijalnu egzistenciju za sebe i članove svoje obitelji.
Pod područjem sela nalazi se oko 300 ha plodnog zemljišta koje obrađuje nekoliko OPG-ova što u osobnom vlasništvu što kroz zakupu. Najveći proizvođači konzumnih jaja su OPG Đure Brkića, Željka Brkića i Zvonke Lukača. Intenzivna proizvodnja na njihovim farmama odlikuje se kapacitetom od ca 25 000 koka nesilica.

## Šport
- NK 9. lipanj Bazik

## Vanjske poveznice
- glosk.com: Bazik  Arhivirana inačica izvorne stranice od 30. rujna 2007. (Wayback Machine)
- Bazik na webu